# Mitsouko

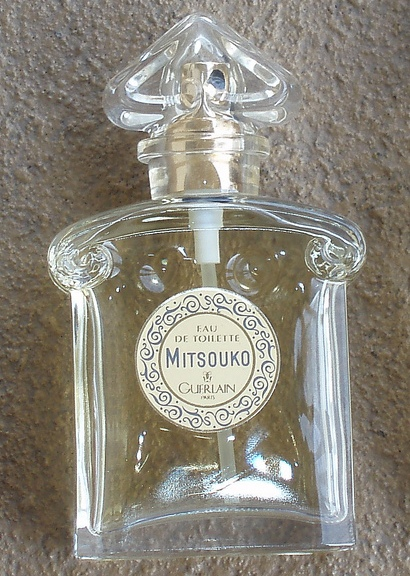
Флакон туалетной воды Mitsouko

Mitsouko («Мицуко») — шипровые духи французской фирмы Guerlain, созданные Жаком Герленом в 1919 году. Выпускаются также в меньшей концентрации (туалетная вода и парфюмерная вода). Аромат представлен в архиве «Осмотеки» (Версаль).

## Название
Название духов — приблизительная французская транслитерация японского женского имени Мицуко. Производитель утверждает, что оно переводится как «тайна» (mystère). Имя Мицуко можно перевести как «дитя света», «сияющее дитя», «довольное дитя» — но возможны и иные значения, в зависимости от того, какими иероглифами оно записано.
Точно не известно, почему Жак Герлен дал духам такое название. Среди друзей парфюмера был писатель Клод Фаррер, так что согласно распространённой версии, которой придерживается дом Guerlain, название связано с героиней романа Фаррера «Битва» (1909), действие которого происходит в Японии в 1905 году во время русско-японской войны. Героиня романа красавица Мицуко, жена адмирала Йорисака, влюбляется в иностранца. Вскоре британский офицер и японский аристократ отправляются на войну, где оказываются по разные стороны битвы и оба погибают. Мицуко облачается в белые траурные одежды, однако кого она оплакивает — мужа или возлюбленного, — остаётся тайной.
Героиня воплощала роковую женщину — чувственную, тонкую, разрывавшуюся между чувством и долгом. Само повествование, балансируя между традицией и современностью, поддерживало фантазии европейцев о Востоке. Роман имел значительный успех: было продано более миллиона экземпляров.
Согласно другой версии, название связано с японкой Мицуко Аоямой, матерью Рихарда фон Куденхове-Калерги. Она была одной из первых японок, вышедших замуж за европейца и переехавших жить в Европу — в 1892 году 18-летняя Мицуко стала женой австрийского дипломата, с 1896 года жила с мужем в замке Побежовице на западе Чехии, и до начала войны блистала в венском высшем обществе.

## История
Ещё в марте 1913 года, в ответ на публикацию Зины Брозиа в газете Times Democrat, Жак Герлен признал, что отныне дом Guerlain при создании ароматов использует не только натуральные ингредиенты, но и химические вещества, усиливающие звучание и стойкость запаха, а также дающие возможность производить духи в промышленных объёмах. Эта тенденция усилилась в военное время. В 1917 году Франсуа Коти выпустил женские духи Chypre de Coty («Кипр от „Коти“»), переосмысливающие Chypre de Paris Герлена — эта композиция, созданная в 1909 году, сочетала в себе ароматы бергамота, дубового мха, пачули и ладана, и из-за начальной «суховатой» ноты предназначалась скорее для мужчин (к примеру, ароматом пользовался король Эдуард VII). Коти удалось превзойти «Шипр» Герлена: он ослабил запах земли в компоненте дубового мха, выстроив композицию на основе синтетических запахов и добавив большое количество жасмина. Chypre de Coty мгновенно завоевал популярность и стал крупным коммерческим успехом для более молодого дома Coty.
Чтобы не отставать от конкурента, Жак Герлен начал разрабатывать новый аромат на основе тех же шипровых ингредиентов. Аромат, созданный в 1919 году, стал самым известным творением парфюмера. Его выпуск совпал с подписанием мирного договора. Духи продавались в тех же стеклянных флаконах фабрики Baccarat, что и L’Heure Bleue — возможно, после окончания войны на складах просто не было другой тары. Флакон, созданный Раймоном Герленом в 1912 году, украшен витыми деталями в стиле модерн; его крышечка выполнена в форме перевернутого сердца.
В парфюме — одном из первых — удачно сочетались синтетические и природные ароматы. Герлен стремился получить запах, который бы идеально сливался с женской кожей. Новый «парфюм для сильных женщин» соответствовал духу эпохи:

«Версальский мирный договор был подписан, и выход Mitsouko оказался весьма своевременным. Появление аромата, конечно же, обозначило наметившийся в обществе разрыв. Во время войны 1914—1918 годов женщины были вынуждены участвовать в конфликте. Они работали на фабриках, полях, военных заводах, трудились в больницах. Созданный в конце войны Mitsouko как раз адресован одиноким женщинам, которых в скором времени опишет Виктор Маргерит в своём нашумевшем романе»— Элизабет де Фейдо
В те времена мужчины не стеснялись своей тяги к женским ароматам, воплощавшим дух современности. Среди поклонников Mitsuoko были такие знаменитости, как Чарли Чаплин, Сергей Дягилев, Вацлав Нижинский. Известно, что им пользовались писательницы Надежда Тэффи и Анаис Нин, актрисы Джин Харлоу и Ингрид Бергман, герцогиня Виндзорская Уоллис Симпсон. Утверждалось, что Чаплин распылял духи на диваны, на которые садился, суеверный Дягилев брызгал на кулисы перед спектаклями на удачу, а муж Харлоу кинорежиссёр Поль Берн вылил на себя флакон Mitsouko, перед тем, как покончить с собой.
Несмотря на свою популярность в 1920-х — 1930-х годах, аромату Guerlain не удалось повторить успех шипра Франсуа Коти. После окончания войны в Европе вновь появилась тяга к удовольствиям, а с ней —постоянное желание новых продуктов. На парфюмерном рынке один за другим появлялись новые ароматы, которые держались недолго, быстро забывались и заменялись другими композициями. Кроме того, в 1920-е годы стали предпочитать амбровые духи с преобладанием экзотических нот. Модницы «ревущих двадцатых» отказались от корсета, теперь они носили укороченные платья без талии, делали себе короткие стрижки и яркий макияж, занимались спортом, водили машину и курили американские сигареты. Флэпперам нужны были иные ароматы — такие, как Tabac Blond от дома Caron, выпущенные в том же 1919 году.
После войны, в конце 1940-х, пальму первенства завоевали новые ароматы, такие как Femme от Rochas (1944) или Miss Dior от Christian Dior (1947), тем не менее, Mitsouko продолжал выпускаться.
В XXI веке аромат, формула которого поменялась, вновь стал пользоваться спросом, попав на первые строчки парфюмерных рейтингов.
В 2014 году главный парфюмер дома Guerlain Тьерри Вассер передал Mitsouko, Shalimar и другие легендарные творения Жака Герлена в архивную коллекцию «Осмотеки».

### Absolu 17
В 2021 году в рамках проекта Les pièces d’exception дом Guerlain в сотрудничестве с художницей-стеклодувом Жанной Бриан (Jeanne Briand) выпустил лимитированное количество (8 флаконов) Mitsouko Absolu 17. Парфюмерный экстракт, переосмыслив Mitsouko, создали Тьерри Вассер и креативный директор дома Дельфин Жельк (Delphine Jelk). Вдохновившись творчеством Хокусая, Бриан выполнила композицию в японском стиле в виде ветви дерева с каплями воды из стекла, одной из которых является флакон парфюма объёмом 505 мл. Стоимость Mitsouko Absolu 17 составляет 12 тысяч евро.

## Формула
Духи имели фруктовый шипровый аромат.
- верхние ноты: бергамот;
- ноты сердца: персик, роза, ирис, гвоздика, жасмин;
- базовые ноты: ветивер, дубовый мох, лабданум.

Mitsouko — одни из первых духов, где удачно сочетались синтетические и природные ароматы. Чтобы добиться запаха, сливающегося с женской кожей, Герлен использовал искусственный аромат персика, который передавал гамма-ундекалактон (персиковый альдегид C14), использованный в довольно высокой концентрации. Эта фруктово-сливочная и одновременно телесная нота придавала духам оригинальность.
Аромат неоднократно пересматривался; в XXI веке его рецептура менялась как минимум дважды. Душистые вещества, входящие в его состав, почти все или исчезли из формулы, или были изменены, так что осталась «лишь тень той волшебной „Mitsouko“, пленившей Дягилева». В частности, из-за ужесточившихся требований к антиаллергенности продукции, из списка компонентов был вычеркнут дубовый мох. Британский парфюмер Роджа Дав заявил в одном из интервью, что пользовался Mitsouko почти 30 лет, и теперь, когда запрещены натуральные экстракты бергамота и мха, его любимые духи больше на себя не похожи и он «просто не знает, что надеть».
С оригинальными духами Mitsouko сравнивают современные ароматы Il Profumo от Aqua di Parma, Jubilation XXV от Amouage и Djagileff от Roja Dove.

## Оценки
Парфюмерный критик Лука Турин (Luca Turin) заявлял, что «Каждый раз, когда меня просят назвать мой любимый аромат, или лучший аромат, когда-либо созданный или аромат, который я бы захватил, если бы улетел на Марс, спасаясь от налогов, я всегда отвечаю: „ Мицуко“» — при этом добавляя, что «это как если бы заявить, что „Мона Лиза“ — моя любимая картина».

## В культуре

### В литературе
Названия французских фирм и духов перечисляются Геллой на сеансе Варьете Воланда в романе Михаила Булгакова «Мастер и Маргарита»:

Девица хоть и с хрипотцой, но сладко запела, картавя, что-то малопонятное, но, судя по женским лицам в партере, очень соблазнительное:
— Герлэн, Шанель номер пять, Мицуко, Нарсис Нуар, вечерние платья, платья коктейль…
Фагот извивался, кот кланялся, девица открывала стеклянные витрины.
Известно, что «Шанель №5» и «Мицуко» любила жена писателя Елена Булгакова, а сам Булгаков пользовался одеколоном «Шипр», выпускавшимся с 1922 года фабрикой «Новая заря» в подражание «Шипру» Франсуа Коти.
Надежда Тэффи в своих воспоминаниях приводит случай с писателем Алексеем Толстым, который, будучи в Париже у неё в гостях, пытался втайне надушиться стоявшими в её спальне духами и в темноте по ошибке облил себя чернилами.

Забавную историю проделал он с моими духами.
Собрались у меня тесной компанией Бунины, Толстые, еще кое-кто. Сначала, как водится, поругали издателей, потом Наташа спела свои «Ручейки».
Алеша подсел ко мне, потянул носом.
— У тебя, — говорит, — хорошие духи.
— Да, — говорю, — это мои любимые «Митцуко» Герлена.
— Герлен? Да ведь он страшно дорогой!
— Ну что ж, вот подарили дорогие.
Потом опять разговор стал общим. Но вот вижу, Алексей встает и идет ко мне в спальню. Что-то там шарит, позвякивает, а лампы не зажигает. Кто-то позвал:
— Алеша!
Вышел. Все так и ахнули.
— Что такое?! Что за ужас?
Весь от плеча до колен залит чернилами.
Оглядел себя, развел руками и вдруг накинулся на меня.
— Что, — кричит, — за идиотство ставить чернила на туалетный стол!
— Так это ты, стало быть, решил вылить на себя весь флакон моих духов? Ловко.
— Ну да, — негодовал он. — Хотел надушиться. Теперь из-за тебя пропал костюм! Форменное свинство с твоей стророны!
Ужасно сердился.

### В кинематографе
- Флакон этих духов разбивает Северина, героиня Катрин Денёв в фильме Луиса Бунюэля «Дневная красавица» (1967).
- Упоминается Фрэнком Слэйдом (Аль Пачино) в фильме «Запах женщины» (1992):

Духи «Мицуки»! Чего-то хочется суке… Будь внимателен: нервная женщина — неудовлетворённая женщина.